# Adenochlaena zeylanica
Adenochlaena zeylanica là một loài thực vật có hoa trong họ Đại kích. Loài này được (Baill.) Thwaites mô tả khoa học đầu tiên năm 1861.